# Floroglucinol
Floroglucinol é um benzenotriol, também chamado comumente por floroglucina. É um composto orgânico usado na síntese de medicamentos e explosivos. Esta molécula existe em duas formas, ou tautômeros, 1,3,5-triidroxibenzeno, o qual tem comportamento tal qual um fenol, e 1,3,5-cicloexanotriona (daí o nome floroglucina), o qual comporta-se como uma cetona. Estes dois tautômeros estão em equilíbrio. Floroglucinol é um intermediário útil devido a ser polifuncional.
Em água, floroglucinol cristaliza-se como o diidrato, o qual tem um ponto de fusão de 116–117 °C, mas a forma anidra funde-se a temperatura muito mais alta, a 218–220 °C. Isto o faz não ebulir, mas sublimar-se.

## Obtenção, síntese e reações
Floroglucinol foi originalmente isolado da casca de árvores frutíferas. É sintetizado via um bom número de processos, dos quais o mais representativo é a seguinte rota a partir do trinitrobenzeno:
A síntese é notável porque derivados de anilina ordinária são não reativos em relação a hidróxido. Devido ao triaminobenzeno também existir com seu tautômero imina, ele é suscetível de sofrer hidrólise.
O composto comporta-se como uma cetona em sua reação com hidroxilamina, formando a tris(oxima). Mas comporta-se como um benzenotriol (Ka1 = 3.56 × 10−9, Ka2 1.32×10−9), de maneira que os três grupos hidroxila podem ser metilados para resultando em 1,3,5-trimetoxibenzeno.

## Ocorrência natural
Floroglucinóis ocorrem naturalmente em certas espécies de plantas. Por exemplo, eles (e algumas vezes seus derivados acila) estão presentes nas frondes das samambaias de grande porte costeiras, Dryopteris arguta. Algas pardas também produzem derivados de floroglucinol conhecidos como florotaninos.

## Metabolismo
A hidrolase da floretina usa floretina e água para produzir floretato e floroglucinol.

## Aplicações
Floroglucinol é usado principalmente como um agente de acoplamento em impressão. Ela liga-se a corantes diazo para dar um preto rápido.
É útil para a síntese industrial de medicamentos e explosivos. É também usado para o tratamento de pedras na vesícula, dores espasmódicas e outras desordens gastrointestinais relacionadas. Possui uma ação espasmolítica não específica sobre os vasos, brônquios, intestino, ureteres e vesícula biliar, e é utilizado para tratar distúrbios destes órgãos.
Floroglucinólise é uma técnica analítica para estudar taninos condensados por meio de despolimerização. A reação faz uso de floroglucinol como um nucleófilo.